# 신고역
신고역(일본어: 新郷駅, しんごうえき)은 일본 사이타마현 하뉴시에 있는 지치부 철도 지치부 본선의 역이다.

## 역 구조
단선 승강장 1면 1선의 지상역으로 업무 위탁역이다.

### 승강장
| 1 | ■ 지치부 선 | 교다시・구마가야・요리이・나가토로・지치부・미쓰미네구치 방면 |
| 2 | ■ 지치부 선 | 하뉴 방면                                                     |

## 역 주변
- 하뉴 신고 우체국
- 하뉴 시립 신고 제일 초등학교
- 사이타마 현도 128호 구마가야하뉴 선
- 사이타마 현도 364호 가미신고사이타마 선

## 역사
- 1921년 4월 1일: 영업 개시.

## 인접역
| 지치부 철도 ■ 지치부 본선 | 지치부 철도 ■ 지치부 본선 | 지치부 철도 ■ 지치부 본선    |
| ------------------------- | ------------------------- | ---------------------------- |
| 니시하뉴 하뉴 방면        | 보통                      | 부슈아라키 미쓰미네구치 방면 |